# Agalliopsis saxosa
Agalliopsis saxosa är en insektsart som beskrevs av Ball 1936. Agalliopsis saxosa ingår i släktet Agalliopsis och familjen dvärgstritar. Inga underarter finns listade i Catalogue of Life.